# Lacurile glaciare din Munții Retezat
Majoritatea lacurilor din Munții Retezat sunt de origine glaciară și sunt răspândite pe cele aproape 40.000 de hectare ale Parcului Național Retezat din județul Hunedoara. Printre ele sunt 40 de lacuri mari și mijlocii și 18 lacuri mărunte, toate permanente. Dintre acestea cele mai importante din punct de vedere turistic sunt:
- Lacul Ana
- Lacul Biliboaca
- Lacul Bucura
- Lacul Ciumfu Mare
- Lacul Ciumfu Mic
- Lacul Florica
- Lacul Galeșul
- Lacul Groapele
- Lacul Lia
- Lacul Peleaga
- Lacul Pietrele
- Lacul Stânișoara
- Lacul Ștevia
- Lacul Tăul Agățat
- Lacul Tăul Păpușii
- Lacul Tăul Porții
- Lacul Tăul Țapului
- Lacul Viorica
- Lacul Zănoaga Mare
- Tăurile Custurii[1]